# 六镇之乱
六镇之亂，指的是在中国南北朝时期的北魏孝明帝正光五年（公元524年）由北魏六镇军士发起的叛乱。

## 六镇含义
六镇这个词在不同时期有不同的含义，爲南北朝時期的六大軍鎮，六镇原指怀朔鎮、武川鎮、撫冥鎮、柔玄鎮、沃野鎮、懷荒鎮六个边镇，后来变成北方各镇的总称。这些镇是用于抵御北方柔然入侵、镇压起义以及防范南方势力进攻的。

## 成因
陈寅恪认为六镇军人本来是职业军人，社会阶级为贵族，种族文化为鲜卑。孝文帝汉化政策之后，六镇的职业军人與鲜卑文化这两点没有变，但其社会阶级急速下降，以前仕宦、复除的特权也没有了，由「国之肺腑」逐步沦落为镇户、府户，身分低下。而迁到洛阳的强宗子弟，受到汉化的洗礼，各各荣显；边镇当兵的，却被“有司乖实，号曰府户，役同厮养”，引起了六镇军民的普遍不满。也致使六镇一带，无法汉化，最后更因为反汉化而发起六镇起事。
薛海波认为六鎮上層軍官由北魏中下層代人、部落酋長、漢族豪強子弟組成。他們依靠部落武裝勢力，成為六鎮統治精英，並控制大量依附人口。然而由於六鎮地區半農半牧的生業方式，使其經濟基礎十分薄弱，在北魏國家賑恤措施幾乎不起作用，依靠自身的經濟實力無法渡過難關的情況下，擔任軍鎮長官的豪強酋帥，通過佔有六鎮內部資源來彌補損失，導致北魏後期六鎮地區貪污腐敗橫行，並極大地激化了六鎮的社會矛盾，從而使得不到救助的廣大鎮民和處以被壓迫地位的胡族酋帥為了生存而暴動。
孝明帝时期，六镇连年发生旱灾饥荒；正光四年（523年）二月，北魏北部的游牧部落政权柔然也发生大饥荒，向北魏求援，北魏由于自身经济窘迫，加之一贯蔑视柔然，所以予以拒绝。柔然可汗阿那瓌，遂于四月派兵侵入北魏进行剽掠，以解决饥荒。怀荒镇的人民因食物资源大部分被劫夺而生计艰难，遂向镇将武卫将军景请求赈济，但遭到其拒绝，人民於是怒杀于景夫妇，于是北魏朝廷因此认为六镇边民凶顽，决定弹压整肃，这更加深了双方的不信任。

## 变乱过程

### 六镇起兵
正光五年（524年）三月，沃野镇人破六韩拔陵因“高阙戍主，率下失和”，就杀掉戍主造反，改号真王。叛军旋即攻克沃野镇，然后北进包围了武川、怀朔二镇。怀朔镇将杨钧命令贺拔度拔和他的三个儿子贺拔允、贺拔胜、贺拔岳领兵迎击。不久之后，魏以临淮王元彧都督北讨诸军事，讨破六韩拔陵，元彧带兵屯驻云中。四月，高平镇赫连恩等造反，推敕勒酋长胡琛为高平王，攻高平镇以响应破六韩拔陵。魏将卢祖迁击破之，胡琛北遁。叛军卫可孤于同月攻陷武川，怀朔亦溃，贺拔胜父子俱为卫可孤所虏。元彧被破六韩拔陵在五原打败，北魏另一支李叔仁率领的部队败于白道。北魏改派李崇为北讨大都督，命抚军将军崔暹、镇军将军广阳王元渊皆受崇节度。七月，崔暹违李崇节度，与破六韩拔陵战于白道，大败，单骑走还。破六韩拔陵并力攻李崇，李崇力战不能御，引还云中，与之相持，至此六镇尽为镇民所占。

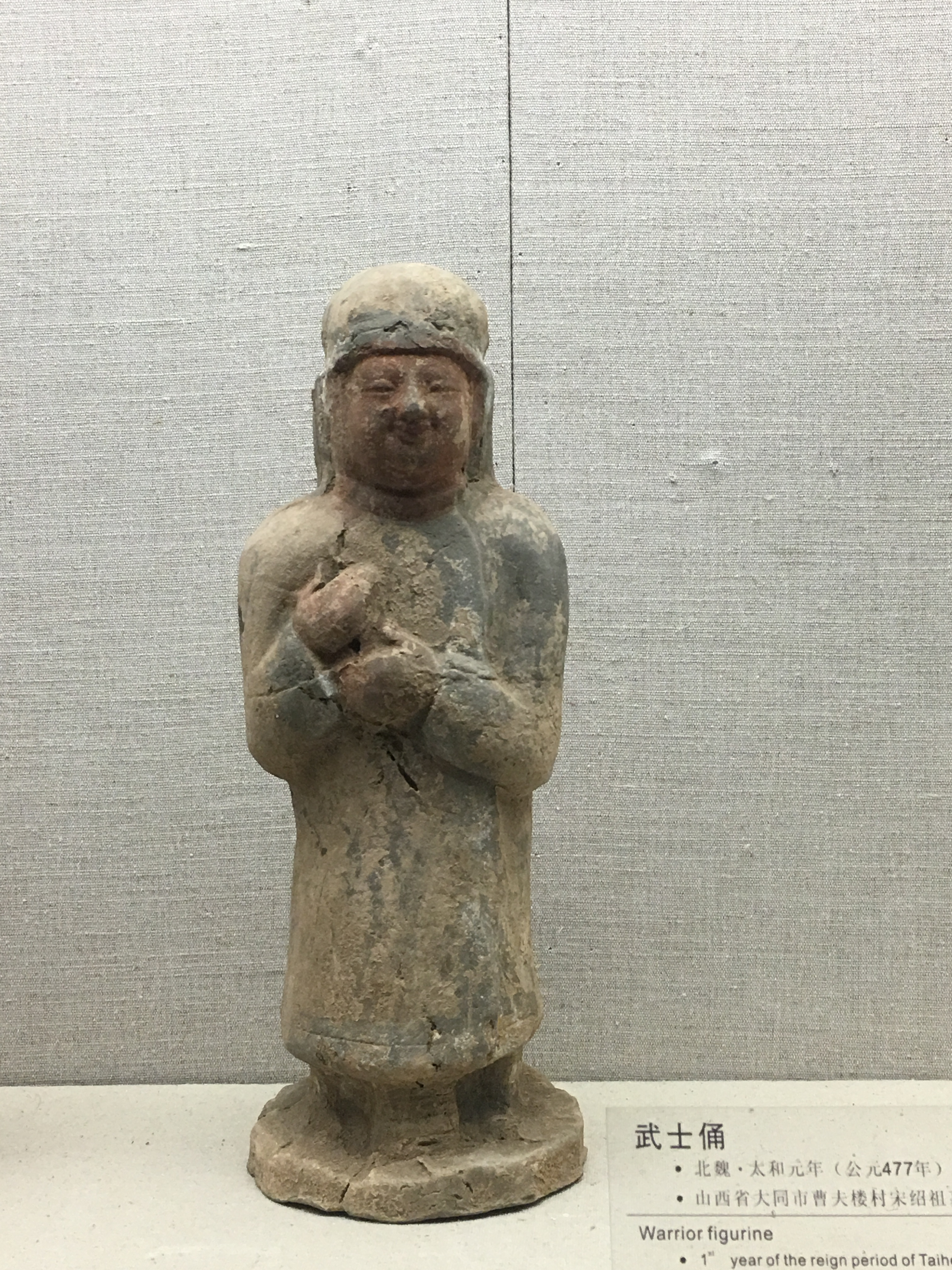
北魏武士俑，现藏于山西省博物院

同年起，北地相繼出現其他叛變；六月，羌人莫折大提在秦州起事；七月，涼州幢帥菩提、呼延雄執刺史宋穎在涼州叛變；十月，刘安定和就德兴在营州起事；隔年正月，北魏宗室的徐州刺史元法僧自立為宋。
正光六年（525年）正月，北魏派遣萧宝夤和崔延伯帶兵征伐秦州的关陇起义。四月，高平镇叛军首领胡琛遣其大将万俟醜奴、宿勤明达等攻击北魏泾州，打败萧宝夤和崔延伯的大军，萧宝夤只能退保安定。

### 破六韩拔陵兵败
正光六年（525年）二月，北魏胡太后和元诩发动政变，解除了元乂的兵权和職務，并杀死了元乂及其同党。同时派出使节带礼物出使柔然，要求柔然出动部队帮助北魏平叛。柔然首领阿那瓌率兵十万向西进逼沃野镇，连战连捷，大败六镇之军。北魏也派元琛率军自平城出发，进攻怀朔。六月，元琛被破六韩拔陵在五原打败，被迫向东撤退。元琛改变策略，开始分化招降叛军。这个策略起到很好效果，乜列河率三万人投降。元琛又趁破六韩拔陵截击乜列河军之际设下埋伏，打败破六韩拔陵，破六韩拔陵渡河逃亡，北魏军所俘六镇兵民20万被北魏政府分配在瀛、冀、定三州就食。孝明帝改元孝昌。

### 河北起事
六镇20万被俘兵民安置在河北三州之后，正逢河北遭遇水旱之灾，无处就食，出现逃亡现象，隨後引發河北起事。

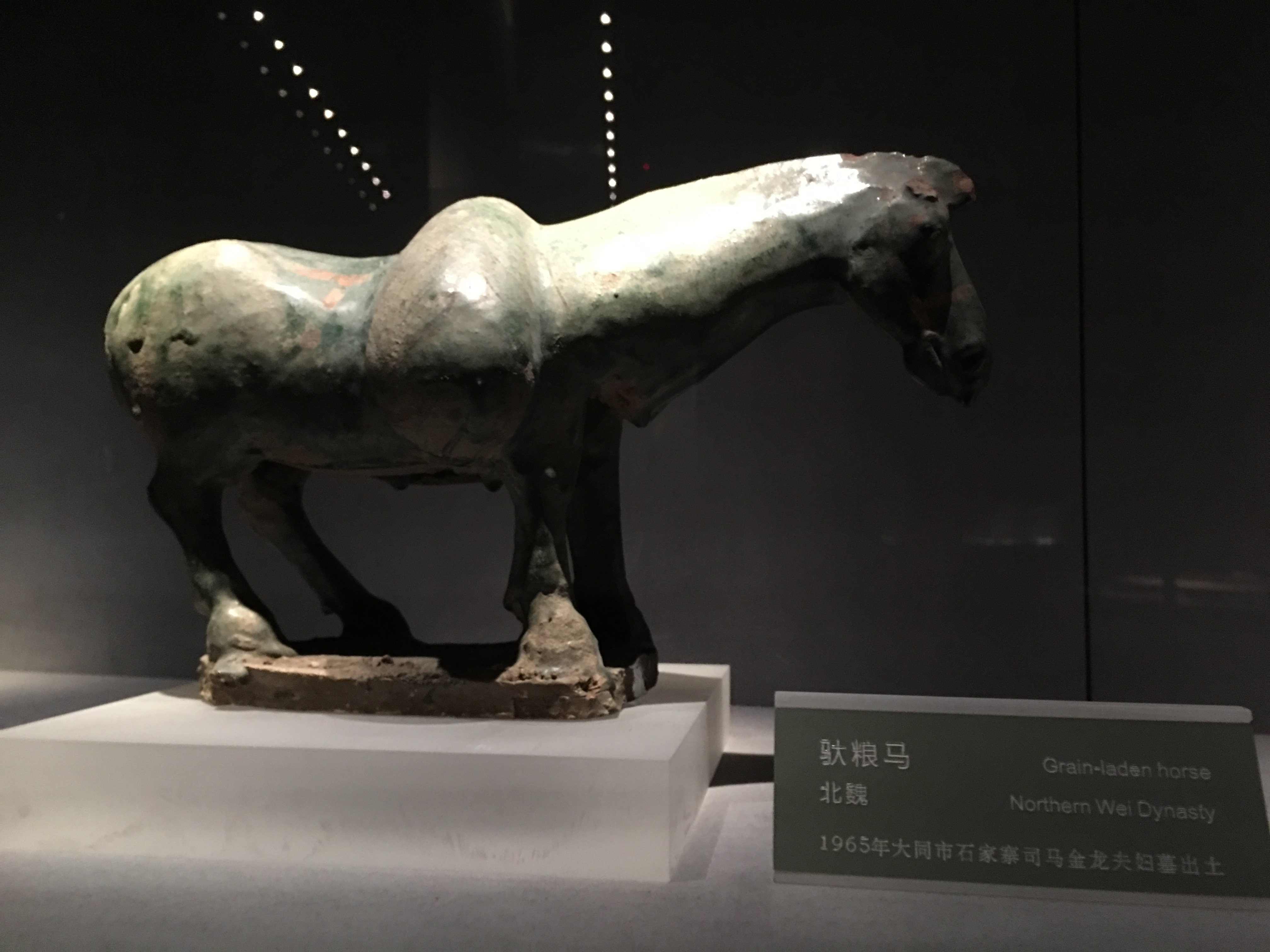
北魏驮粮马，大同市博物馆藏

孝昌元年（525年）八月，柔玄镇兵杜洛周聚众于上谷起事。九月，北魏派幽州刺史常景和幽州都督元谭镇压，常景在卢龙塞和军都司沿线险要驻兵防守。
孝昌二年（526年），北魏安州石离、六城、解盐戍将起兵响应杜洛周，杜洛周集合兵力进攻居庸关，攻克，元谭连夜逃亡。同时，鲜于修礼率当地六镇兵民于定州造反，改元鲁兴，被北魏都督杨津击败，被迫东撤。四月杜洛周进攻蓟城（今北京），打败都督李琚，但因常景的截击，被迫退还上谷。五月，杜洛周派部将曹纥进攻蓟南，但于七月曹纥所部被常景重创，杜洛周也在范阳被击败。
八月，鲜于修礼所部发生内乱，鲜于修礼被元洪业所杀，元洪业又被葛荣所杀。九月，葛荣所部与北魏元渊、元融所部战于白牛逻，北魏军大败，元融被杀。后元渊在博陵被葛荣骑兵所杀。
孝昌三年（527年）正月，葛荣攻克殷州。十一月攻克冀州，十二月击败源子邕和裴衍，进逼邺城。
武泰元年（528年）正月，杜洛周攻克定、瀛二州。二月，叛军内部发生火拼，结果葛荣杀死杜洛周，并统领其军。这时叛军已经发展到几十万之众。与此同时，山东之地爆发起事，邢杲于六月自立为汉王，改元天统，后被元天穆和尔朱兆镇压。北魏其余各地都有起事出现。
六月，尔朱荣发动河阴之变后，北魏朝廷为尔朱荣控制，尔朱荣调动四路大军36万人，进逼叛军。八月，尔朱荣率精骑七万自叛军背后袭来。尔朱荣利用葛荣排兵时兵力分散的弱点，迅速击破对手，葛荣被俘押至洛阳斩首。十二月，葛荣部众韩楼在河北幽州起事，被尔朱荣手下侯渊镇压。

### 关中变乱
孝昌二年（526年），高平鎮胡琛因与破六韩拔陵不和而遭其所杀，胡琛死後留下的軍隊由其部將万俟醜奴統帥，并于孝昌三年（527年）正月打败萧宝夤。同时持續在秦州起事的羌人莫折念生向北魏发动反击，相继占领东秦州、岐州、豳州、北华州、雍州（今西安）、潼关，声势大振。三月，孝明帝宣布“中外戒严”，并下诏要御驾亲征，但没有实行。其后北魏派大军进攻攻取潼关，九月，莫折念生被部将杜粲杀死，杜粲投降北魏。莫折念生死后，其军归万俟醜奴统领。其后萧宝夤害怕朝廷怪罪其征讨不力遂造反稱帝，以南齊宗室身分試圖重建政權。孝明帝派尚书仆射长孙稚镇压，萧宝夤在部将侯终德背叛后，见魏军势大，投降万俟醜奴。至此，关中地区都在六镇乱军的控制之下，建義元年（528年）七月，万俟醜奴僭位稱帝，建年号神兽。
永安三年（530年）正月，尔朱荣以尔朱天光为大都督率军镇压关中叛乱。三月，万俟醜奴率军进攻岐州，又派部将尉迟菩萨带兵进攻武功，魏军贺拔岳所部击败尉迟菩萨，万俟醜奴不得不停止进攻岐州。七月，尔朱天光扬言要休整部队，万俟醜奴信以为真，也让士兵屯田。魏军趁机突袭，打败万俟醜奴所部，万俟醜奴、萧宝夤在平涼被俘。而后，万俟醜奴任命的行台万俟道洛等在关中的诸部逐一被击败，关中平定。

### 萧梁伐魏
正光五年，破六韩拔陵起事时。南梁也趁机发动北伐。梁的主攻目标是寿阳。八月，梁成景俊所部攻克魏童城。九月，攻克睢陵。梁军赵景悦进攻荆山，裴邃带领三千骑兵进攻寿阳，打破外城，并攻取狄丘、甓城、黎浆等城。北魏急派元琛、郦道元、元鉴等人带兵救援，逼退裴邃所部，收复荆山，并击退梁军王神念所部。
十月，裴邃再次督军进攻北魏。裴邃所部攻克魏陵、曲木等城，其余各部皆有斩获，克琅琊、檀丘、曲阳等地。裴邃又于正光元年于寿阳击败元琛所部，斩首万余级。五月，裴邃病死，夏侯亶都督北伐诸事。同时，梁军从益州方向北魏发动进攻，但被北魏军击退。
孝昌二年（526年）七月，梁军趁着淮水暴涨，再次北伐。元树攻黎浆，夏侯亶攻寿阳。十一月，梁军克寿阳。
孝昌三年正月，梁军克平靖关、武阳关、黄关岘。其后攻破临潼、广陵等城。十月，梁军曹仲宗、陈庆之所部围攻涡阳，其后梁军韦放增援。北魏元昭所部五万被击败，梁军陈庆之乘胜追击，“俘斩略尽，尸咽涡水，所降城中男女三万馀口。”三月，北魏郢州刺史元显达降梁。

### 河阴之变
尔朱荣在六镇之乱时候，镇守晋阳。凭借着镇压六镇之乱，壮大了自己势力，拥有极多雄兵。孝明帝因与胡太后不和，下诏尔朱荣入京。尔朱荣行至半路，却又被下诏停止行程。大通二年（528年），胡太后党羽杀死孝明帝。尔朱荣借口为孝明帝报仇，发兵攻陷洛阳，杀死大臣王公等两千余人，并将胡太后和幼帝沉入河中淹死，被稱為河阴之变（尔朱荣之乱）。改立元子攸为帝，是为孝庄帝。尔朱荣却在此时返回晋阳，以大丞相之位遥控朝政。
河阴之变后，北海王元颢等宗室为了避祸投奔南梁，南梁也趁机立元颢为魏王，派陈庆之北伐，一度攻入洛阳立元颢为帝，但很快被尔朱荣所败，元颢被杀。

## 结局
孝庄帝在尔朱荣朝见时杀死尔朱荣。之后爾朱世隆与尔朱兆在晋阳合兵，推元晔登帝位。尔后，尔朱兆轻骑杀入洛阳，杀死孝庄帝。三年（531年），废元晔改立广陵王恭，是为节闵帝。
同年，鲜卑化汉人高欢于信都为孝庄帝举丧，声讨尔朱氏，并奉元朗为帝，发兵杀入洛阳。后又改立平阳王修，这就是孝武帝。高欢在打败尔朱氏所部后，自留镇晋阳。
孝武帝无法忍受成为高欢傀儡，乃与关中镇将贺拔岳联系，被高欢发现。高欢先发制人，于中大通六年（534年）杀贺拔岳。孝武帝让宇文泰继续统帅贺拔岳军，镇守关中。同年，孝武帝下诏历数高欢罪状。高欢闻知后派兵进攻洛阳，孝武帝逃入长安，投奔宇文泰。高欢只能改立元善见，是为东魏孝静帝，并迁都于邺。孝武帝西逃长安后，不久为宇文泰所弑，宇文泰改立元宝炬为帝，是为西魏文帝。至此，北魏分为东魏、西魏，两国政权落入高氏和宇文氏之手，皇帝成为傀儡，不久更为二者所篡。

## 总结
六鎮叛亂導致了北魏的崩潰，东、西魏也因这次事件建立，而后来影响中国政治三百余年的关陇集团也在因东西魏的争霸而登场。